# Onthophagus cornifrons
Onthophagus cornifrons là một loài bọ cánh cứng trong họ Bọ hung (Scarabaeidae).